# 大冶站
大冶站是位于中华人民共和国湖北省黄石市大冶市的一个火车站，坐落于大冶市区西侧，在武九铁路大冶附属线之上。车站曾是武大铁路上的一座中间站，当时车站中心里程位于铁路K119+620处，后随着大沙铁路的建成而变为武九铁路上的中间站，后武九正线越过大冶市区，该站又成为了武九铁路大冶附属线上的一座车站，站场中心位于线路K16+399处。站房面积约6万平方米。
- 大冶站站台雨棚

## 概述
1968年9月1日，车站建成通车，当时由武汉铁路分局直辖，但旋即于次1969年交由武昌东车务段管辖。当时，车站站内有3条半股道，但1969年因汉丹铁路建设拆除1股，后于1963年恢复3条半股道的格局。该站主要担负大冶矿产资源、水泥、农副产品的运输。